# Xanthodaphne tropica
Xanthodaphne tropica é uma espécie de gastrópode do gênero Xanthodaphne, pertencente a família Raphitomidae.